# Trzciel
Trzciel (Duits: Tirschtiegel) is een stad in het Poolse woiwodschap Lubusz, gelegen in de powiat Międzyrzecki. De oppervlakte bedraagt 3,03 km², het inwonertal 2348 (2005).

## Verkeer en vervoer
- Station Trzciel